# Die Babaloos
Die Babaloos (Originaltitel: Les Babalous) ist eine französisch-kanadische Zeichentrickserie, die zwischen 1996 und 1998 produziert wurde.

## Handlung
Nachts, wenn die Hausbewohner schlafen, werden im Haus des kleinen Kevin die Haushaltsgegenstände lebendig und werden zu den „Babaloos“. Sie sind dann frei von der Herrschaft der Menschen und können machen was sie wollen. Dies nutzen sie für Späße und zum Spielen. Der wahre Grund für ihr Erwachen ist aber, dass sie ihrem Schützling Kevin helfen und manche seiner Missgeschicke und Versäumnisse wieder gerade biegen.

## Charaktere
- Kevin ist der Schützling der Babaloos, für den sie nachts seine Fehler wieder in Ordnung bringen.

- Mutter Wisch und Baby Wisch sind die Geschirrtücher und sind zu fast allem zu gebrauchen. Dabei steht das Baby bei den Abenteuern der Babaloos meist im Mittelpunkt.
- Klein Schlürf ist ein Esslöffel, der sich oft mit Baby Wisch Unfug ausdenkt.
- Klein Kritzel ist Kevins Kugelschreiber und verhindert den Unsinn, den Baby Wisch und Klein Schlürf anrichten wollen. Er ist daher auch der vernünftigste der Babaloos und kennt sich gut mit Kevin aus, da er mit ihm jeden Tag in die Schule geht.
- Klein Putz ist eine Zahnbürste und der heimliche Schwarm von Klein Kritzel. Sie erweist sich allerdings als vorlaut, besserwisserisch und eitel. Besonders wird sie aber wegen ihrer Prinzipientreue respektiert.
- Tante Pick ist eine Gabel, vor der die Babaloos weniger Respekt haben. Sie sieht sich als Frau von Welt und benimmt sich auch vor den anderen so. Dennoch ist sie eine liebenswerte Dame, muss aber ab und an vor zu eigenwilligen Ideen bewahrt werden.
- Herr Schwabb ist eine Allzwecktasse, die von allen anderen geschätzt, aber auch ausgenutzt wird. So kann er viel aushalten und erweist sich als sehr gutmütig.
- Frau Saug ist ein Schwamm und wird von den anderen geschätzt, da sie eine wichtige Rolle im Haushalt hat. Das lässt sie die anderen aber auch spüren.
- Warm & Kuschelig sind Kevins Hausschuhe und manchmal etwas launisch und tratschsüchtig. Bei wichtigen Ereignissen bleiben sie aber ganz friedlich.
- Doktor Schepper ist der Wecker, der morgens pünktlich um 7 Uhr klingelt und den Babaloos signalisiert, dass Kevin aufstehen muss.

## Produktion und Veröffentlichung
Die Serie wurde zwischen 1996 und 1998 von Cookie Jar Entertainment, Millimages und CBC unter der Regie von Remy Husson in Frankreich produziert. Dabei entstanden 65 Folgen. Die Musik stammt von Jimmy Tanaka und Jeff Zahn.
Erstmals wurde die Serie am 4. September 1996 auf France 3 ausgestrahlt. Die deutsche Erstausstrahlung fand am 5. März 2001 auf ORF eins statt. Weitere Wiederholungen im deutschsprachigen Fernsehen erfolgten ebenfalls auf Junior, Bibel TV und YFE TV statt. Zudem wurde die Serie auf DVD veröffentlicht.

## Episodenliste
| Folge | deutscher Titel                  | französischer Titel                  |
| 1     | Das Schmusetuch                  | La Vaisselle de Bebe Torchon         |
| 2     | Eins rechts, eins links          | Une Maille à l’Endroit               |
| 3     | Ein Fall für Frau Saug           | Une Nuit Noire d’Encre               |
| 4     | Die Rollschuh-Rutschpartie       | Grand Huit Pour Les Pantoufles       |
| 5     | Die Sandburg                     | Le Chateau de Sable                  |
| 6     | Kluger Klein Kritzel             | 10/10 Petit Crayon                   |
| 7     | Wer schön sein will …            | S.O.S. Pantoufles                    |
| 8     | Baby Wisch friert                | Grand Froid Pour Bebe Torchon        |
| 9     | Eine brenzlige Angelegenheit     | Oup, On à Eu Chaud!                  |
| 10    | Ein fischiges Abenteuer          | La Peche Miraculeuse                 |
| 11    | Kevins Kuchen                    | C’est Pas Du Gateau!                 |
| 12    | Ein unfreiwilliges Bad           | Une Partie De Cache-cache            |
| 13    | Klein Putz greift durch          | Rose Bonbon Pour Monsieur Bol        |
| 14    | Das neue Auto                    | Coups de Klaxon Chez les Babalous    |
| 15    | Die Schwestern auf dem Eis       | Bombe Glacee Pour Les Pantoufles     |
| 16    | Spurlos verschwunden             | Bon Appetit Monsieur Aspi            |
| 17    | Das tropfende Elend              | Robi Est Malade                      |
| 18    | Wie grün ist das Meer?           | Ribambelle Et Cotillons              |
| 19    | Die musikalischen Springbohnen   | Et Que ça Saute!                     |
| 20    | Klein Putz in Hollywood          | En Route Pour Hollywood!             |
| 21    | In Nachbars Garten               | Une Nuit Bondissante                 |
| 22    | Feueralarm                       | Dans Le Feu De L’action              |
| 23    | Dr. Schepper tickt nicht richtig | L’heure Est Grave                    |
| 24    | Die Fliegende Untertasse         | Ne Touchez Pas Au Frisbee            |
| 25    | Auf Schlüsselsuche               | Les Chercheurs d’Or                  |
| 26    | Baby Knöpf sucht seine Familie   | Le Petit Bouton Perdu                |
| 27    | Wo ist Teddy?                    | Nounours Oublie                      |
| 28    | Ein klebriges Abenteuer          | Pot De Colle                         |
| 29    | Der falsche Weihnachtsmann       | Drole De Pere Noel                   |
| 30    | Das Autorennen                   | Le Garage En Folie                   |
| 31    | Ein Fest für Butler Trocken      | Un Secret Bien Garde                 |
| 32    | Tante Pick in Nöten              | Madame Fourchette Dans le Petrin     |
| 33    | Frau Saug im Streik              | La Grande Fatigue De Mme Eponge      |
| 34    | Eine unfreiwillige Schiffsreise  | Sauvetage à L’aquabaignoire          |
| 35    | Fototermin                       | Seance de Photo                      |
| 36    | Ein verborgenes Talent           | Peinture et Cirage Font Bon Menage   |
| 37    | Reisevorbereitungen              | À La Plage!                          |
| 38    | Eine neue Rutsche                | Le Toboggan                          |
| 39    | Hochmut kommt vor dem Fall       | Des Paillettes Pour Plumette         |
| 40    | Blumen brauchen Wasser           | Les Belles de Nuit                   |
| 41    | Zurück zur Natur                 | Retour à la Terre                    |
| 42    | Der Schiefe Turm von Pisa        | Joe L’incassable                     |
| 43    | Der Schneesturm                  | Petite Cuillere Garde La Tête Froide |
| 44    | Wer singt am besten?             | Les Divas Sont Jalouses              |
| 45    | Der Papierblumenstrauss          | Fleurs de Papier                     |
| 46    | Herr Stopf kann fliegen          | S.O.S. Bouchon                       |
| 47    | Geisterstunde                    | Esprit es-tu la?                     |
| 48    | Der ungebetene Gast              | Gare à Cotillon!                     |
| 49    | Blitz und Donner                 | Bebe Torchon n’aime Pas L’orage      |
| 50    | Schwarzmalerei                   | Idees Noires                         |
| 51    | Konkurrenz für Klein Putz        | La Rivale de Miss Brosse à Dents     |
| 52    | Endlich frei                     | Ou Sont les Cles?                    |
| 53    | Der kleine Schneeball            | Boule de Neige                       |
| 54    | Die Geburtstagsüberraschung      | La Surprise De Kevin                 |
| 55    | Frisch gebohnert                 | Hockey Babalous                      |
| 56    | Tante Pick und der Drache        | Un Chevalier de la Nuit              |
| 57    | Wie spät ist es?                 | L’heure C’est l’heure                |
| 58    | Frau Giess verliert den Kopf     | Madame Cafetiere Perd la Tête        |
| 59    | Eine zauberhafte Begegnung       | Qui es-tu?                           |
| 60    | Der höchste Berg der Welt        | Mont Everest                         |
| 61    | Vorsicht, Glatteis!              | Gare au Verglas!                     |
| 62    | Tante Picks Höhenflug            | Les Folies de Fourchette             |
| 63    | Abfalldienst                     | Un Beau Degat                        |
| 64    | Ein sicheres Versteck            | Une Mission Cle                      |
| 65    | Auf Schatzsuche                  | La Chasse au Tresor                  |